# ایندیگو (آلبوم)
ایندیگو (به انگلیسی: Indigo) نخستین آلبوم استودیویی رپر کره‌ای، آراِم است. این آلبوم در ۲ دسامبر ۲۰۲۲، توسط بیگ هیت میوزیک منتشر شد و اولین آلبوم کامل این رپر پس از مونو (۲۰۱۸) است. ایندیگو که به‌عنوان مستند یا آرشیوی از سال‌های پایانی بیست سالگی آراِم توصیف می‌شود، شامل ۱۰ قطعه است و اریکا بادو، اندرسون پاک، تبلو از اپیک های، کیم سا-وول، پاول بلانکو، ماهالیا، کلد، یوجین از چری فیلتر و پارک جی-یون در آن حضور دارند. نهمین قطعه با عنوان «گل وحشی» با همکاری یوجین، به‌عنوان تک‌آهنگ آغازین آلبوم و به‌همراه یک موزیک ویدئو منتشر شد.

## فهرست قطعات
| فهرست ترانه‌های ایندیگو | فهرست ترانه‌های ایندیگو                   | فهرست ترانه‌های ایندیگو                                               | فهرست ترانه‌های ایندیگو    | فهرست ترانه‌های ایندیگو |
| شماره                  | نام                                      | نویسنده(ها)                                                          | تهیه‌کننده(ها)             | مدت                    |
| ---------------------- | ---------------------------------------- | -------------------------------------------------------------------- | ------------------------- | ---------------------- |
| ۱.                     | «یون» (به‌همراه اریکا بادو)               | آراِم لوجیکال جی گاست‌لوپ                                              | لوجیکال جی گاست‌لوپ        | ۳:۵۴                   |
| ۲.                     | «طبیعت بی‌جان» (به‌همراه اندرسون پاک)      | آراِم نینوس هانا امیل اشمیت آدام کالینگ گاست‌لوپ                       | هانا اشمیت کالینگ گاست‌لوپ | ۲:۵۵                   |
| ۳.                     | «تمام روز» (به‌همراه تبلو)                | پی‌داگ آراِم تبلو                                                      | پی‌داگ                     | ۳:۰۶                   |
| ۴.                     | «فراموش_کار» (به‌همراه کیم سا-وول)        | آراِم جان این                                                         | این                       | ۲:۴۲                   |
| ۵.                     | «نزدیک‌تر» (به‌همراه پاول بلانکو، ماهالیا) | آراِم اندی کلاترباک جیمز هچر ماهالیا برکمار بنجامین هارت بلانکو پی‌داگ | هونه                      | ۳:۱۷                   |
| ۶.                     | «تغییر قسمت ۲»                           | آراِم ایان                                                            | ایان                      | ۱:۵۴                   |
| ۷.                     | «تنها»                                   | آراِم پی‌داگ                                                           | پی‌داگ                     | ۲:۴۶                   |
| ۸.                     | «گیج‌کننده» (به‌همراه کلد)                 | پی‌داگ آراِم کلد                                                       | پی‌داگ                     | ۳:۴۶                   |
| ۹.                     | «گل وحشی» (به‌همراه یوجین)                | ٰآراِم داکسکیم                                                         | داکسکیم                   | ۴:۳۳                   |
| ۱۰.                    | «شمارهٔ ۲» (به‌همراه پارک جی-یون)          | آراِم این                                                             | این                       | ۳:۱۴                   |
| مجموع مدت:             | مجموع مدت:                               | مجموع مدت:                                                           | مجموع مدت:                | ۳۲:۰۷                  |

## تاریخچهٔ انتشار
| منطقه        | تاریخ          | قالب(ها)                    | ناشر    | منابع |
| ------------ | -------------- | --------------------------- | ------- | ----- |
| مختلف        | ۲ دسامبر ۲۰۲۲  | سی دی دانلود دیجیتال استریم | بیگ هیت | [ ۶ ] |
| ژاپن         | ۱۰ دسامبر ۲۰۲۲ | سی‌دی                        | بیگ هیت | [ ۷ ] |
| اروپا        | ۱۶ دسامبر ۲۰۲۲ | سی‌دی                        | بیگ هیت |       |
| ایالات متحده | ۱۶ دسامبر ۲۰۲۲ | سی‌دی                        | بیگ هیت | [ ۸ ] |

## واژه‌نامه
1. ↑  Yun
2. ↑  Still Life
3. ↑  All Day
4. ↑  Forg_tful, 건망증; Geonmanjeung
5. ↑  Closer
6. ↑  Change Pt.2
7. ↑  Lonely
8. ↑  Hectic
9. ↑  Wild Flower, 들꽃놀이; Deulkkonnori
10. ↑  No.2